# Rolf Feldmann
Rolf Feldmann (ur. 19 września 1979 w Glarus) – szwajcarski snowboardzista. Nie startował na igrzyskach olimpijskich. Na mistrzostwach świata najlepszy wynik uzyskał na mistrzostwach w Arosa, gdzie zajął 29. miejsce w half-pipe’ie. Najlepsze wyniki w Pucharze Świata osiągnął w sezonie 2006/2007, kiedy to zajął 37. miejsce w klasyfikacji generalnej, a w klasyfikacji halfpipe’a była dziewiąta.

## Sukcesy

### Mistrzostwa Świata
| Miejsce | Dzień       | Rok  | Miejscowość | Konkurencja | Zwycięzca      |
| ------- | ----------- | ---- | ----------- | ----------- | -------------- |
| 32.     | 22 stycznia | 2005 | Whistler    | Halfpipe    | Antti Autti    |
| 29.     | 20 stycznia | 2007 | Arosa       | Halfpipe    | Mathieu Crepel |

### Puchar Świata

#### Miejsca w klasyfikacji generalnej
- 2002/2003 – –
- 2003/2004 – –
- 2004/2005 – –
- 2005/2006 – 119.
- 2006/2007 – 37.
- 2007/2008 – 117.
- 2008/2009 – 117.
- 2009/2010 – 118.

#### Miejsca na podium
1. Calgary – 2 marca 2007 (Halfpipe) – 3. miejsce
2. Cardrona – 1 września 2007 (Halfpipe) – 3. miejsce